# Brampton
Brampton é uma cidade da província canadense de Ontário, localizada na Municipalidade Regional de Peel. Faz parte da região metropolitana de Toronto. Sua população é de aproximadamente 520 mil habitantes.